# Marconi Company

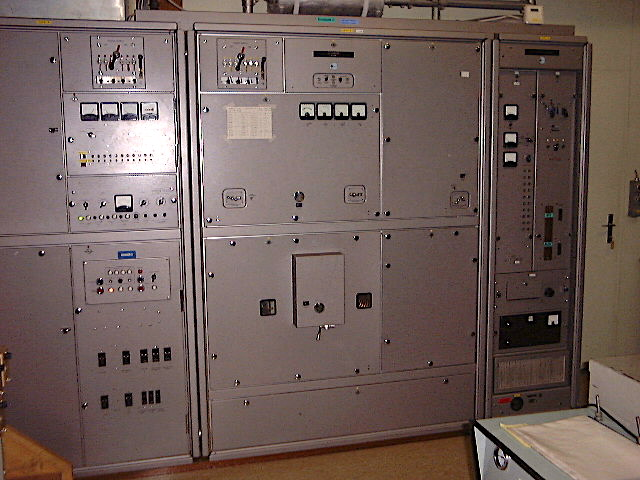
Die 30-kW-Sendeanlage der Firma Marconi war unter anderem im Schweizerischen Botschaftsfunk eingesetzt

Die Marconi Company Ltd, von 1987 bis 1989 GEC-Marconi Ltd, Tochtergesellschaft der General Electric Company (GEC), ab 1998 Marconi Electronic Systems Ltd, eine Tochtergesellschaft von British Aerospace (BAe), war ein ehemaliger börsennotierter, britischer Telekommunikations-Ausrüster mit Sitz in London, der 1999 in BAE Systems umbenannt wurde. Das Unternehmen ist nicht mit Rest von GEC zu verwechseln, der im Dezember 1999 in Marconi plc umbenannt wurde.

## Geschichte

### Vorgeschichte

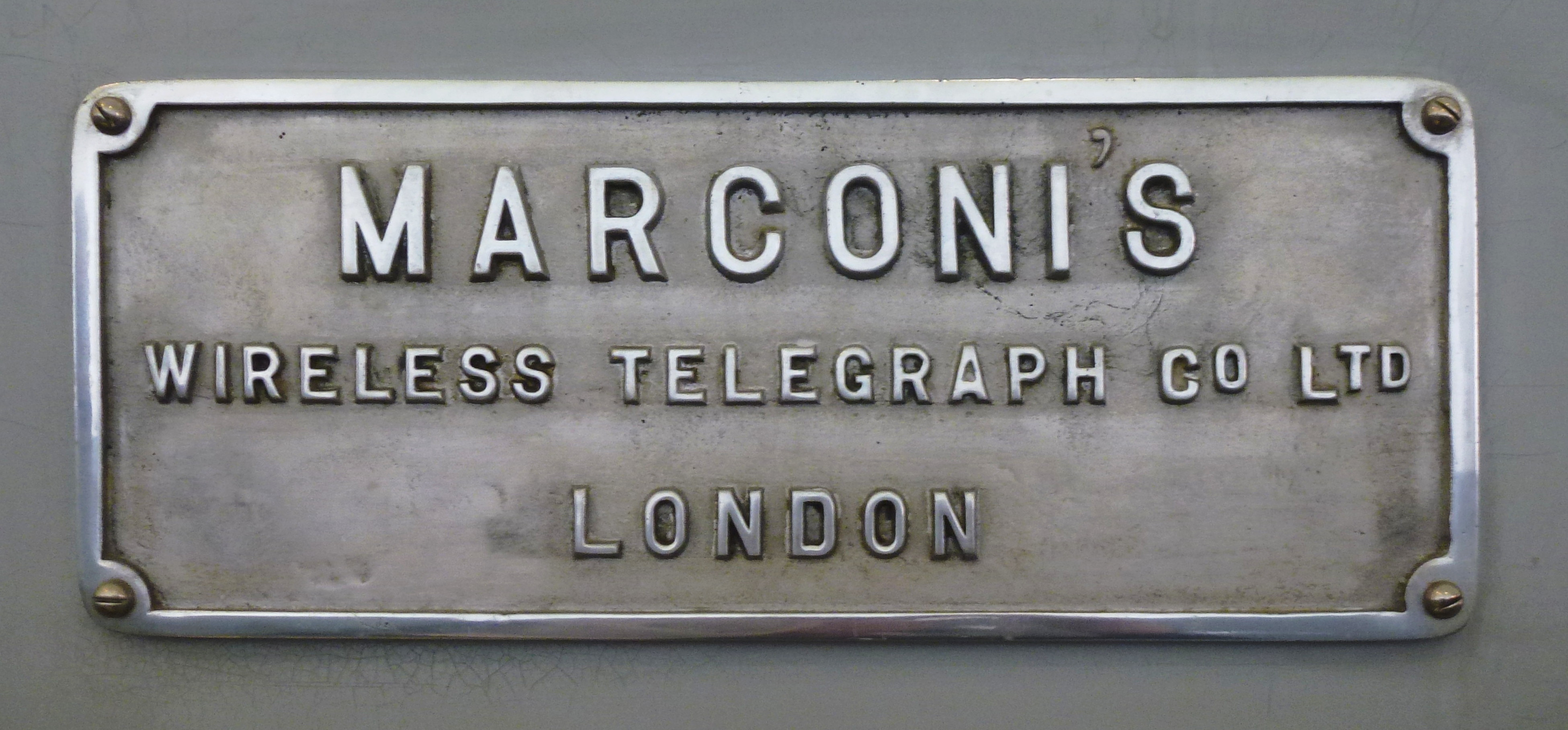
Schild im Rundfunkmuseum von Motala (Schweden)

Das Vorgängerunternehmen wurde von Guglielmo Marconi, einem Pionier der drahtlosen Telegrafie, im Jahre 1897 unter dem Namen Wireless Telegraph and Signal Company gegründet. 1900 erfolgte bereits die Änderung der Firma in Marconi's Wireless Telegraph Company. Gleichzeitig wurde für den wichtigen Bereich der Kommunikation auf See die Marconi International Marine Communication Company gegründet. John Ambrose Fleming, Erfinder der Röhrendiode („Zweielektroden-Funkgleichrichter“), war als Berater für Marconi Company tätig. Henry Joseph Round verbesserte bei Marconi die Hochfrequenz-Triode vom Typ V24. Das Unternehmen erhielt 1912 einen Auftrag der britischen Regierung zum Aufbau von Funkstationen im weitverzweigten Britischen Weltreich. Hierüber kam es zu einem politischen Marconi-Skandal, da Regierungsmitglieder beschuldigt wurden, durch Aktiengeschäfte von dem stark anziehenden Kurs profitiert zu haben. 
Im Jahre 1946 wurde das Unternehmen von English Electric (EE) übernommen, 1968 fusionierte English Electric mit der General Electric Company (GEC), ein britisches Industrieunternehmen, das oft mit dem US-Konzern General Electric verwechselt wird. Zwei Jahre erfolgte 1970 der Kauf der Motorensparte der American Locomotive Company von Studebaker.

### Wachstum und Untergang

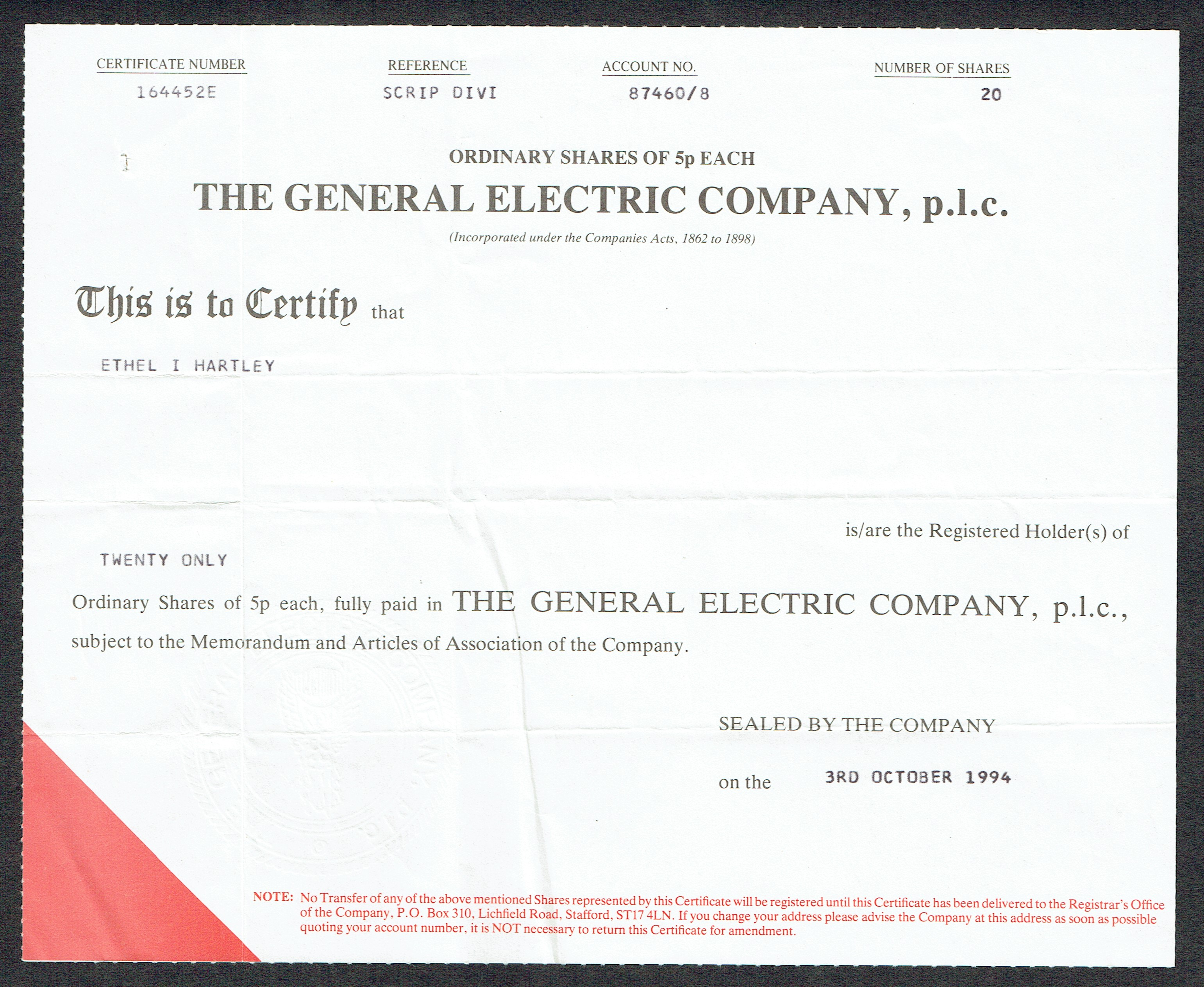
Aktie der General Electric Company plc vom 3. Oktober 1994

Im Jahre 1999 bildete das Management durch Zukäufe aus GEC einen international aktiven Telekommunikationskonzern. Nach der RELTEC Corporation wurde 1999 auch Fore Systems (Pittsburgh, USA), übernommen, die auf dem nordamerikanischen Markt für Router und Switches eine gute Stellung besaß. Mit Unternehmensteilen von GPT (Coventry, England), Marconi SpA (Genua, Italien) und Bosch Telecom (Backnang, Deutschland) entstand ein neuer großer Konzern. Nach einer Periode der Umstrukturierung, in der die Verteidigungsgeschäfte an British Aerospace verkauft wurden, wurde der Firmenname 1999 in Marconi Corporation plc geändert.
Die Kaufpreise für die zugekauften Unternehmen, die nur zum Teil durch die verkauften Rüstungsgeschäfte finanziert wurden, waren im Rahmen der Dotcom-Blase weitab von wirtschaftlicher Vernunft. Im Mai 2002 legte das Unternehmen für das abgelaufene Geschäftsjahr einen Verlust von 9,1 Milliarden Euro offen. Das war zu dieser Zeit der größte Verlust eines Unternehmens in der britischen Geschichte. Eine Insolvenz konnte durch Restrukturierungsmaßnahmen abgewendet werden, bei denen die Aktionäre zugunsten der kreditgebenden Banken verwässert wurden. In den Folgejahren gelang es dem Unternehmen zwar, die Verluste zu verkleinern, es kam jedoch trotz massivem Personalabbau nie in die Gewinnzone.
Marconi konnte nur noch wenige neue Produkte entwickeln und erlitt einen ständigen massiven Auftragsrückgang. Als Marconi mit dem Großkunden BT Group, der seine Lieferverträge nach Ablauf nicht mehr erneuerte, auch seinen Heimatmarkt verlor, wurde es zum Übernahmekandidaten. Am 25. Oktober 2005 kündigte Konkurrent Ericsson an, Marconi für 1,8 Milliarden Euro zu erwerben und die Mehrheit der Geschäftsfelder zu übernehmen. Die Übernahme wurde am 23. Januar 2006 rückwirkend zum 1. Januar 2006 abgeschlossen. Der Name Marconi bleibt innerhalb von Ericsson als Marke erhalten. Nach der Übernahme der lukrativen Geschäftsfelder durch Ericsson wurde die Gesellschaft in telent plc umbenannt, die nicht übernommenen Unternehmensbereiche inklusive der Pensionsansprüche der ehemaligen Marconi-Mitarbeiter verblieben damit bei telent.

## Unternehmensname
Es gibt viele Unternehmen, die Marconi in ihrem Unternehmensnamen (Firma) tragen, da durch die verschiedenen Umstrukturierungen Geschäftszweige ohne Streichung des ursprünglichen Namens ausgegliedert wurden. So benutzen beispielsweise verschiedene Verteidigungsindustriepartnerschaften den Namen „Marconi“, obwohl sie keine Beziehungen zu Ericsson haben. 